# 瓦列里·切卡洛夫
瓦列里·葉夫根尼耶維奇·切卡洛夫（羅馬化：Valery Yevgenyevich Chekalov；1976年1月10日—2023年8月23日），呼號路華（Ровер），是一名俄羅斯僱傭兵領導人。他是私人軍事服務公司瓦格納集團的物流主管，同時也是瓦格納首腦葉夫根尼·普里戈任的親信。切卡洛夫被稱為瓦格納的「物流大師」，負責掌握數家與普里戈任有關的前台公司，協調瓦格納集團在利比亞和敘利亞的活動，包括管理僱傭兵、確保武器供應，以及經營瓦格納在敘利亞和非洲的業務。由於他代表普里戈任的活動，美國在2023年7月對切卡洛夫實施了制裁。
切卡洛夫於2023年8月23日在俄羅斯特維爾州的一次飛機墜毀事故中遇難，與普里戈任和德米特里·烏特金一同喪生。

## 生平
切卡洛夫生於1976年1月10日。他原籍海參崴，但自2008年起居住在聖彼得堡。他已婚，曾在俄羅斯海軍服役。

## 事蹟
切卡洛夫是瓦格納集團首腦普里戈任的高級副手，被稱為瓦格納集團的「物流大師」。他的呼號是「路華」。據報導，他的職責之一是安排普里戈任的出行。此外，切卡洛夫長期在普里戈任商業帝國的控股公司康科德管理諮詢公司擔任高級職員。他還擁有位於聖彼得堡的公司「集體服務」，該公司與康科德有相同的地址並與之相關聯。
至少從2020年到2022年，切卡洛夫掌控了涅瓦股份公司並擔任其總監，這是一家與瓦格納集團在利比亞和敘利亞活動有關的公司。涅瓦擁有位於克拉斯諾戈爾斯克的子公司「歐元政策」。「歐元政策」向利比亞的瓦格納部隊供應防地雷裝甲卡車，並在2016年12月簽署了一份協議，與敘利亞武裝部隊並肩作戰，以換取敘利亞解放區域的25％石油和天然氣生產份額。2018年1月26日，美國對涅瓦實施了制裁，理由是它是普里戈任擁有或掌控的實體，並參與了敘利亞的相關活動。2021年12月13日，歐盟對「歐元政策」實施制裁，原因是它在敘利亞充當「瓦格納集團的前台公司」。

### 死亡
切卡洛夫於2023年8月23日在特維爾州的飛機墜毀事故中，與普里戈任和德米特里·烏特金一同喪生，終年47歲。
切卡洛夫於8月29日安葬在聖彼得堡的塞韋爾諾耶公墓。數十名家人和朋友參加了儀式，其中包括被路透社識別為瓦格納僱傭兵的人。

## 制裁
2023年7月20日，美國對切卡洛夫實施個人制裁，因為他代表普里戈任協助向俄羅斯運送武器和彈藥，違反美國對普里戈任的現行制裁。